# NGC 289
NGC 289 este o galaxie spirală situată în constelația Sculptorul. A fost descoperită în 27 septembrie 1834 de către John Herschel.